# Ilya Kutepov
Ilya Olegovich Kutepov (tiếng Nga: Илья Олегович Кутепов; sinh ngày 29 tháng 7 năm 1993) là cầu thủ bóng đá người Nga chơi ở vị trí trung vệ cho câu lạc bộ FC Spartak Moscow.

## Sự nghiệp câu lạc bộ
Anh thi đấu trận đầu tiên ở giải Russian Premier League vào ngày 10 tháng 12 năm 2012 cho câu lạc bộ FC Spartak Moscow trong trận đấu trước FC Rubin Kazan.

## Sự nghiệp quốc tế
Anhđược gọi lên góp mặt trong đội hình đội tuyển Nga vào tháng 8 năm 2016 trong trận đấu trước Thổ Nhĩ Kỳ Và Ghana. Anh ấy có trận đấu đầu tiên cho đội tuyển vào ngày 9 tháng 10 năm 2016 trong trận giao hữu trước Costa Rica.
Vào ngày 11 tháng 5 năm 2018, anh có tên trong đội hình sơ bộ đội tuyển Nga tham dự World Cup 2018. Ngày 3 tháng 6 năm 2018, anh được góp mặt trong đội hình chính thức tham dự World Cup 2018, giải đấu mà chủ nhà Nga đã gây bất ngờ lớn khi lọt vào tứ kết của giải, mặc dù không được đánh giá cao trước khi giải đấu diễn ra.

## Thống kê sự nghiệp

### Câu lạc bộ
Tính đến 13 tháng 5 năm 2018
| Câu lạc bộ            | Mùa giải            | Giải đấu               | Giải đấu | Giải đấu | Cúp quốc gia | Cúp quốc gia | Châu Âu | Châu Âu | Tổng cộng | Tổng cộng |
| Câu lạc bộ            | Mùa giải            | Hạng                   | Trận     | Bàn      | Trận         | Bàn          | Trận    | Bàn     | Trận      | Bàn       |
| --------------------- | ------------------- | ---------------------- | -------- | -------- | ------------ | ------------ | ------- | ------- | --------- | --------- |
| FC Togliatti          | 2009                | PFL                    | 0        | 0        | 0            | 0            | –       | –       | 0         | 0         |
| FC Akademiya Tolyatti | 2010                | PFL                    | 7        | 0        | 0            | 0            | –       | –       | 7         | 0         |
| FC Akademiya Tolyatti | 2011–12             | PFL                    | 17       | 0        | 0            | 0            | –       | –       | 17        | 0         |
| FC Akademiya Tolyatti | Tổng cộng           | Tổng cộng              | 24       | 0        | 0            | 0            | 0       | 0       | 24        | 0         |
| FC Spartak-2 Moscow   | 2013–14             | PFL                    | 21       | 3        | –            | –            | –       | –       | 21        | 3         |
| FC Spartak-2 Moscow   | 2014–15             | PFL                    | 21       | 2        | –            | –            | –       | –       | 21        | 2         |
| FC Spartak-2 Moscow   | 2015–16             | FNL                    | 24       | 1        | –            | –            | –       | –       | 24        | 1         |
| FC Spartak-2 Moscow   | 2017–18             | FNL                    | 1        | 0        | –            | –            | –       | –       | 1         | 0         |
| FC Spartak-2 Moscow   | Tổng cộng           | Tổng cộng              | 67       | 6        | 0            | 0            | 0       | 0       | 67        | 6         |
| FC Spartak Moscow     | 2012–13             | Russian Premier League | 1        | 0        | 0            | 0            | 0       | 0       | 1         | 0         |
| FC Spartak Moscow     | 2013–14             | Russian Premier League | 0        | 0        | 0            | 0            | 0       | 0       | 0         | 0         |
| FC Spartak Moscow     | 2014–15             | Russian Premier League | 0        | 0        | 1            | 0            | –       | –       | 1         | 0         |
| FC Spartak Moscow     | 2015–16             | Russian Premier League | 10       | 0        | 0            | 0            | –       | –       | 10        | 0         |
| FC Spartak Moscow     | 2016–17             | Russian Premier League | 24       | 0        | 0            | 0            | 2       | 0       | 26        | 0         |
| FC Spartak Moscow     | 2017–18             | Russian Premier League | 18       | 1        | 3            | 1            | 5       | 0       | 26        | 2         |
| FC Spartak Moscow     | Tổng cộng           | Tổng cộng              | 53       | 1        | 4            | 1            | 7       | 0       | 64        | 2         |
| Tổng cộng sự nghiệp   | Tổng cộng sự nghiệp | Tổng cộng sự nghiệp    | 144      | 7        | 4            | 1            | 7       | 0       | 155       | 8         |

### Quốc tế
Tính đến ngày 8 tháng 10 năm 2020.
| Nga       | Nga  | Nga |
| Năm       | Trận | Bàn |
| --------- | ---- | --- |
| 2016      | 3    | 0   |
| 2017      | 2    | 0   |
| 2018      | 7    | 0   |
| 2020      | 1    | 0   |
| Tổng cộng | 13   | 0   |

## Danh hiệu
Spartak Moscow
- Giải bóng đá ngoại hạng Nga: 2016–17
- Siêu Cúp Nga: 2017